# Pongycarcinia xiphidiourus
Pongycarcinia xiphidiourus är en kräftdjursart som beskrevs av Messana, Baratti och Benvenuti 2002. Pongycarcinia xiphidiourus ingår i släktet Pongycarcinia och familjen Calabozoidae. Inga underarter finns listade i Catalogue of Life.